# 新琴似天舞龍神
新琴似天舞龍神（しんことにてんぶりゅうじん）は、札幌市北区新琴似に所在する北海道の伝統舞踊の団体。

## 概要
結成した翌年の1996年の第5回YOSAKOIソーラン祭り大会に初出場し新人賞を受賞、その後、第13回大会(2004年)から第16回大会(2007年)まで、YOSAKOIソーラン大賞を4連続受賞。
YOSAKOIとは別の場でも活動も行っており、道内外のイベントに参加している。2008年7月7日には第34回主要国首脳会議(北海道洞爺湖サミット)の社交行事にて8ヶ国の首脳夫妻の臨席の場で、YOSAKOIソーラン舞踊を披露している。
海外遠征ではハワイの『「まつりインハワイ」どさんこフェスティバル』、中国の北京・上海万博、台湾『ランタン祭り』などの祭りに参加していた。
新琴似天舞龍神子龍隊
チーム名の新琴似子龍隊(しんことにこりゅうたい)は、小中学生のメンバーで構成された団体。ジュニア大会で初出場した1998年から2004年の7年間で大賞6回、準大賞1回を獲得した。2005年から不参加だったが、2013年から活動を再開。2016年から2019年まで4年連続優秀賞を獲得した。

## 沿革
1995年に第4回YOSAKOIソーラン祭り他団体出場者の新琴似地区住民3名により『地元新琴似でチームを作りたい』と思い活動した。8月に地元で開催された新琴似中央夏祭りでYOSAKOIソーラン祭りパネル展を実施して入会希望者を募った。12月10日の発会式に約50名が集まり、『青少年の健全育成』『世代を超えた感動の共有』『地域の活性化』のコンセプトで新琴似天舞龍神を結成した。
1996年には約130名が集まり、第5回YOSAKOIソーラン祭りに初出場で新人賞を獲得した。地域の連合町内会や商店会の尽力によって、その年からYOSAKOIソーラン祭り新琴似会場が開催されるようになった。
1997年には新琴似天舞龍神メンバーが218名まで膨れ上がり、YOSAKOIソーラン祭りにチームの人数制限が盛り込まれるようになる。
1998年に新琴似天舞龍神は初の海外遠征を実施した。ハワイの『まつりインハワイ』に参加し、どさんこフェスティバルで演舞を披露した。この年からYOSAKOIソーラン祭りジュニア大会が開催されることもあり、新琴似天舞龍神のジュニアとして小中学生のメンバーで組織構成された新琴似天舞龍神子龍隊を結成した。同年に開催されたYOSAKOIソーラン祭り第1回ジュニア大会で大賞を獲得した。
2003年に第12回YOSAKOIソーラン祭りで準YOSAKOIソーラン大賞を獲得した。
2004年には第13回YOSAKOIソーラン祭りで結成から9年目にして悲願のYOSAKOIソーラン大賞を獲得し、更に2005年、2006年、2007年と連続で大賞を取り大会史上初となる4連覇を達成した。
2008年、北海道洞爺湖サミットの7月7日に行われた社交行事で演舞を披露した。
2011年に東日本大震災復興支援で岩手県野田村と茨城県神栖市に遠征した。

### 年表
- 1995年 - 新琴似天舞龍神を結成。
- 1996年 - YOSAKOIソーラン祭り初出場で新人王賞を受賞。
- 1998年 - 初の海外遠征(ハワイ)を実施、新琴似天舞龍神子龍隊を結成。
- 2003年 - 準YOSAKOIソーラン大賞を初受賞。
- 2004年 - YOSAKOIソーラン大賞を初受賞。
- 2007年 - 大会史上初のYOSAKOIソーラン大賞4連覇を達成。
- 2008年 - 北海道洞爺湖サミットで演舞を披露。
- 2011年 - 東日本大震災復興支援で岩手県野田村と茨城県神栖市に遠征。

## テーマ
各年のテーマは以下の通り。
| - 1996年 - 北からの挑戦 - 1997年 - 龍神の舞 - 1998年 - 炎の舞 - 1999年 - 開拓の舞 - 2000年 - 開拓と祭り - 2001年 - 天下統一 開拓と枠艶の舞 - 2002年 - 開拓の地 新琴似わきあがる大地 - 2003年 - 壮大な大地 大地の響 - 2004年 - 大地へ翔け 開拓魂 - 2005年 - 開拓の舞 今この瞬間 桜満開 - 2006年 - 天舞「大地から太陽へ」翔け - 2007年 - 北の大地より伝説へ - 2008年 - 開拓魂 心の雅 - 2009年 - 開拓魂 「大輪の華」-風雅- - 2010年 - 大地の鼓動-kaitaku- - 2011年 - 心をひとつに 「絆」-KIZUNA- - 2012年 - 開拓魂 「天舞伝説」-今ふたたび- - 2013年 - 開拓魂 「風雅絢爛」-華 満開- - 2014年 - 開拓魂 「魂の響き」-心に- - 2015年 - 開拓魂 「大地の煌き」-yasaka- | - 2016年 - 開拓魂 「大地と雅」-四季物語- - 2017年 - 開拓魂 「天翔雅鶴」-群来- - 2018年 - 開拓魂 「遥かな大地 北海道」-天舞物語- - 2019年 - 開拓魂 「故郷に感謝」-令和物語- - 2022年 - 開拓魂 「雅鶴千翔」-紫雲- - 2023年 - 開拓魂 「挑 いどむ」-王道- - 2024年 - 開拓魂 「乾坤一擲」-TENKA- - 2025年 - 開拓魂 「和」-伝統- |

## YOSAKOIソーラン祭り受賞歴
受賞歴は以下の通り。
- YOSAKOIソーラン大賞 4回 (2004年-2007年)
- 準YOSAKOIソーラン大賞 7回 (2003年、2008年-2010年、2016年、2018年、2023年)
- 第3位 北海道知事賞 1回 (2001年)
- 第5位 札幌市長賞 1回 (2002年)
- ファイナル審査優秀賞 3回 (1998年、2017年、2019年)
- セミファイナル1位 1回 (2019年)
- 新人賞 1回 (1996年)
- 一次審査委員賞 1回 (2012年)